# Japanse ijshockeyploeg (vrouwen)
De Japanse vrouwenijshockeyploeg is een team van ijshockeysters dat Japan vertegenwoordigt in internationale vrouwenijshockey wedstrijden. Het team heeft de bijnaam Smile Japan. Het team nam twee keer deel aan het Pan-Pacifisch kampioenschap met als resultaten 4e plaatsen in 1995 en 1996. Het nam zes keer deel aan de Aziatische Spelen met als resultaten 2e plaatsen in 1996, 1999, 2003, 2007, 2011 en een 1e plaats in 2017.
Het kwam drie keer uit op de Olympische Spelen met als resultaten een 6e plaats in 1998, 7e plaats in 2014 en 6e plaats in 2018.
Het kwam uit in het 1e (op invitatiebasis gespeelde) officiële wereldkampioenschap in 1990 waarin het op de laatste plaats eindigde. 
Daarna deed het pas in 1999 weer mee in het destijds zo genoemde B-kampioenschap waarin het meteen kampioen werd en promoveerde om sindsdien een pendeldienst te onderhouden tussen de Topdivisie en divisie 1(A) met inmiddels (in 2019) vijf promoties.

## Deelname aan de Aziatische Spelen
| Jaar | Locatie                | Klassering |
| ---- | ---------------------- | ---------- |
| 1996 | China (Harbin)         | Zilver     |
| 1999 | Zuid-Korea (Gangneung) | Zilver     |
| 2003 | Japan (Misawa)         | Zilver     |
| 2007 | China (Changchun)      | Zilver     |
| 2011 | Kazachstan (Almaty)    | Zilver     |
| 2017 | Japan (Sapporo)        | Goud       |

## Deelname aan de Olympische Spelen
| Jaar | Locatie                           | Klassering          |
| ---- | --------------------------------- | ------------------- |
| 1998 | Japan (Nagano)                    | 6e plaats           |
| 2002 | Verenigde Staten (Salt Lake City) | niet gekwalificeerd |
| 2006 | Italië (Turijn)                   | niet gekwalificeerd |
| 2010 | Canada (Vancouver)                | niet gekwalificeerd |
| 2014 | Rusland (Sotchi)                  | 7e plaats           |
| 2018 | Zuid-Korea (Pyeongchang)          | 6e plaats           |

## Deelname aan het wereldkampioenschap

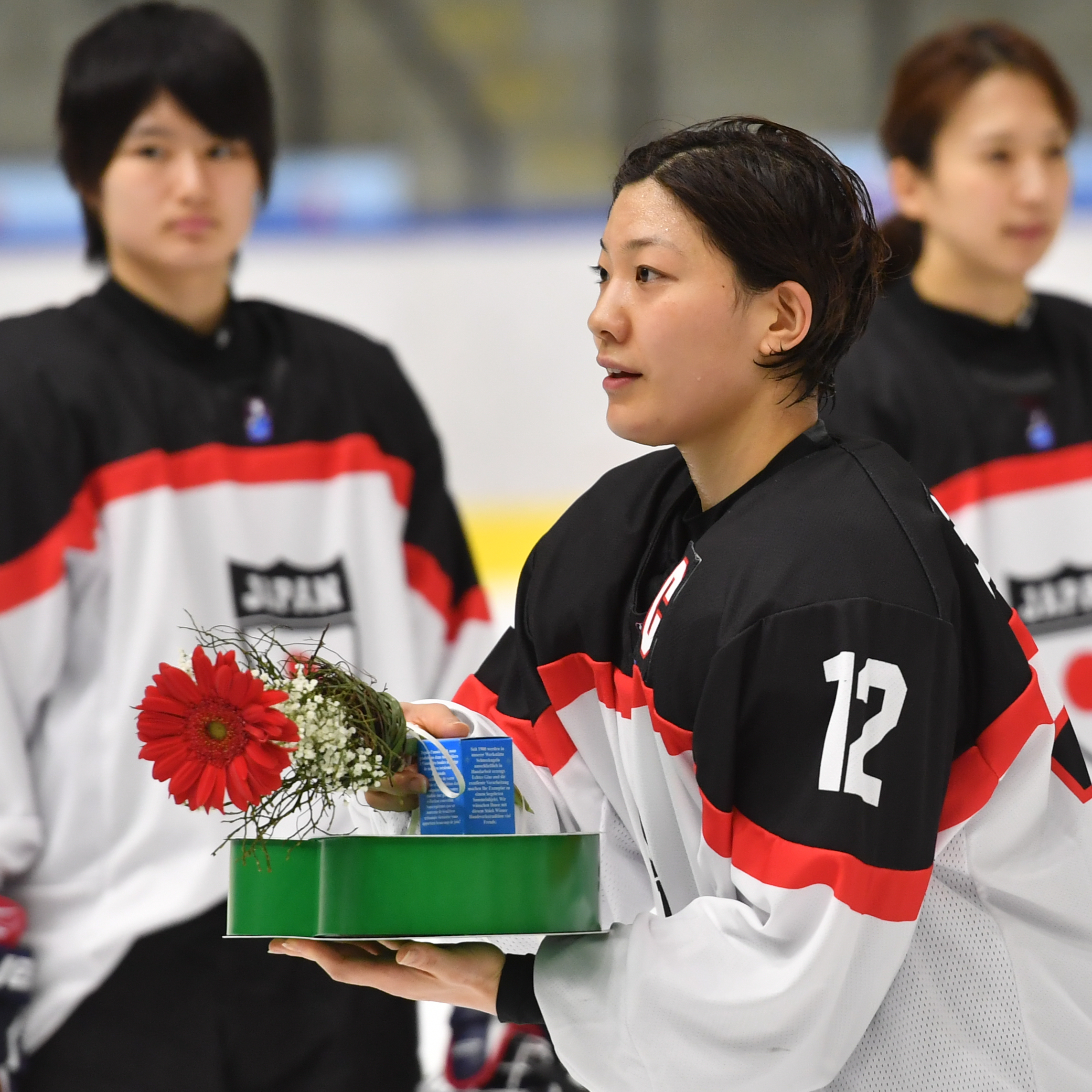
Aanvoerster Chiho Osawa bij de WK 2017 in de 1^{e} divisie A

| Jaar | Locatie                              | Klassering                      |
| ---- | ------------------------------------ | ------------------------------- |
| 1990 | Canada (Ottawa)                      | 8e plaats                       |
| 1992 | Finland (Tampere)                    | niet deelgenomen                |
| 1994 | Verenigde Staten (Lake Placid)       | niet deelgenomen                |
| 1997 | Canada (diverse plaatsen in Ontario) | niet deelgenomen                |
| 1999 | Frankrijk (Colmar)                   | 1e plaats in B-kampioenschap    |
| 2000 | Canada (diverse plaatsen in Ontario) | 8e plaats in de Topdivisie      |
| 2001 | Frankrijk (Briançon)                 | 2e plaats in divisie 1          |
| 2003 | Letland (Ventspils)                  | 1e plaats in divisie 1          |
| 2004 | Canada (Halifax, Dartmouth)          | 9e plaats in de Topdivisie      |
| 2005 | Zwitserland (Romanshorn)             | 2e plaats in divisie 1          |
| 2007 | Japan (Nikko)                        | 1e plaats in divisie 1          |
| 2008 | China (Harbin)                       | 7e plaats in de Topdivisie      |
| 2009 | Finland (Hämeenlinna)                | 8e plaats in de Topdivisie      |
| 2011 | Duitsland (Ravensburg)               | niet deelgenomen (zeebeving)    |
| 2012 | Letland (Ventspils)                  | 3e plaats in divisie 1A         |
| 2013 | Noorwegen (Stavanger)                | 1e plaats in divisie 1A         |
| 2015 | Zweden (Malmö)                       | 7e plaats in de Topdivisie      |
| 2016 | Canada (Kamloops)                    | 8e plaats in de Topdivisie      |
| 2017 | Oostenrijk (Graz)                    | 1e plaats in divisie 1A         |
| 2019 | Finland (Espoo)                      | geplaatst in Topdivisie groep B |